# Bump! Bump!
Singles de BoA, VERBAL (M-Flo)
Eien
(2009) Mamoritai ~White Wishes~
(2009)
Bump! Bump! est le 29e single de BoA sorti sous le label Avex Trax le 28 octobre 2009 au Japon. Il atteint la 8e place du classement de l'Oricon et reste classé 4 semaines pour un total de 12 706 exemplaires vendus. La chanson Bump! Bump! se trouve sur l'album Identity.

## Liste des titres
| 1. | Bump! Bump! feat. VERBAL (M-Flo)                |  |
| 2. | IZM feat. VERBAL (M-Flo)                        |  |
| 3. | Bump! Bump! feat. VERBAL (M-Flo) (instrumental) |  |
| 4. | IZM feat. VERBAL (M-Flo) (instrumental)         |  |

| 1. | Bump! Bump! feat. VERBAL (M-Flo) (Music Clip)              |  |
| 2. | Bump! Bump! feat. VERBAL (M-Flo) (Music Clip ~Dance Edit~) |  |